# Miejsce Pamięci Narodowej Barbarka
Miejsce Pamięci Narodowej Barbarka (inna nazwa: Cmentarz-Pomnik ofiar hitleryzmu na Barbarce w Toruniu) – miejsce straceń i spoczynku zamordowanych przez Niemców mieszkańców Torunia i okolic, znajdujące się w lasach Barbarki, w północno-zachodniej części Torunia. Składa się ono z kilku części: zbiorowych mogił na Cmentarzu Ofiar Hitleryzmu, tablicy ku czci ofiar Fortu VII w Toruniu, głazu upamiętniającego zamordowanych i zamęczonych nauczycieli z Torunia i powiatu toruńskiego oraz pomnika Ku czci Pomordowanych.
Jesienią 1939 roku w lesie Barbarka niemiecka policja oraz Selbstschutz zamordowała co najmniej 600 Polaków. Pierwszą egzekucję przeprowadzono 28 października 1939 roku, ostatnią prawdopodobnie 6 grudnia tego samego roku. Ofiary zbrodni byli chowani zazwyczaj na miejscu egzekucji. W 1944 roku Niemcy rozpoczęli zacieranie śladów zbrodni, m.in. poprzez odkopywanie i palenie zwłok ofiar. Po zakończeniu II wojny światowej 24 września 1945 roku przeprowadzono oględziny miejsca zbrodni. Znaleziono wówczas pięć masowych mogił. 19 października 1946 roku rozpoczęto prace ekshumacyjne. Wydobyto wówczas 87 ciał, zdołano zidentyfikować 13 osób. Ciała pochowano na Cmentarzu Komunalny nr 2 im. Ofiar II Wojny Światowej w Toruniu. Dzięki badaniom przeprowadzonym w 2009 roku przez Sylwię Grochowinę i Jana Szilinga zdołano ustalić nazwiska 298 ofiar.
Jeszcze w 1945 roku w Barbarce okoliczni mieszkańcy pozostawiali krzyże z tabliczkami, na których widniała informacja, że w tym miejscu spoczywają Polacy zamordowani przez Niemców. Las Barbarka otrzymał status „Miejsce Pamięci Narodowej. Miejsce Kaźni Ofiar Hitleryzmu”. Za sprawą rodzin ofiar oraz lokalnych mieszkańców na miejscu straceń zaczęły pojawiać się nowe formy upamiętnienia zamordowanych.
28 października 2009 roku odsłonięto pomnik ku czci pomordowanych. Został on odsłonięty w 70. rocznicę zbrodni. Autorem pomnika jest Marian Molenda.
Na cmentarzu w ostatnią niedzielę października odbywają się uroczystości upamiętniające zamordowanych.